# セント・ジェームズ宮殿宣言
セント・ジェームズ宮殿宣言（セント・ジェームズきゅうでんせんげん）またはロンドン宣言とは、第二次世界大戦の連合国が初めて掲げた、戦争の目標と原則に関する共同声明である。この宣言は、1941年6月12日にロンドンのセント・ジェームズ宮殿で開催された第1回連合国会議の後に発表された。
宣言には、開催国のイギリスと、イギリス連邦の4つのドミニオン（オーストラリア、カナダ、ニュージーランド、南アフリカ）、ヨーロッパの8つの亡命政府（ベルギー、チェコスロバキア、ギリシャ、ルクセンブルグ、オランダ、ノルウェー、ポーランド、ユーゴスラビア）、および自由フランスの代表者が署名した。この宣言は、連合国が枢軸国（ドイツ、イタリア）に対する戦争を継続することを表明し、将来の和平の基礎となる原則を定めたものである。

## 背景
ナチス・ドイツのフランス侵攻後、ポーランド、ベルギー、オランダ、ルクセンブルクの各亡命政府はロンドンに拠点を置き、イギリスと協力してレジスタンス活動を調整し、戦いを続けていた。シャルル・ド・ゴールの「6月18日アピール」は、自由フランス運動の始まりを告げるものだった。1941年には、エドヴァルド・ベネシュ率いるチェコ民族解放委員会も、イギリスとの協力関係を深め、チェコスロバキア臨時政府として承認された。
1941年6月1日、バルカン戦線が枢軸国側の勝利で終決し、ギリシャ王国とユーゴスラビア王国は枢軸国の占領下に置かれ、両国の政府は亡命した。ユーゴスラビアのペータル2世国王の政権はロンドンで西側連合国の亡命政府関係者と合流し、ギリシャのゲオルギオス2世の政権はカイロに拠点を置いた。
ロンドンは、ヨーロッパの交戦国の首都で唯一枢軸国の占領下になく、連合国の外交活動の中心となった。そのロンドンも、1941年6月までにバトル・オブ・ブリテンとそれに続くザ・ブリッツ（ロンドン大空襲）によって、すでに22か月間戦火にさらされていた。

## 内容と影響
セント・ジェームズ宮殿宣言では、3つの決議がなされた。第1の決議では、連合国の同盟関係を確認し、対ドイツ、対イタリア戦で互いに助け合い、「それぞれの能力を最大限に発揮」することを誓った。第2の決議では、枢軸国の支配の脅威がなくなるまでは平和はあり得ないとして、各連合国は枢軸国と単独講和をしないことを誓った。第3の決議は、連合国が「自由な人民の進んだ協力」に基づく、「全ての人が経済的、社会的安全を享受することができる」平和の原則を約束した。
この宣言は、連合国が戦後の世界秩序のビジョンを表明した最初の声明だった。1941年8月、イギリスとアメリカ合衆国は、このビジョンをより詳細な形で「大西洋憲章」にまとめた。9月には、ソ連のイワン・マイスキー駐英大使を加えた第2回連合国会議が開催され、大西洋憲章を支持する決議を発表した。1942年1月には、さらに多くの国が「連合国共同宣言」を発表し、セント・ジェームズ宮殿宣言の原則を支持し、共同で枢軸国に対抗することを誓った。